# EMedicine
eMedicine é um site de medicina clínica fundado em 1996. Apresenta artigos sobre doenças escritos por especialistas na área. Em 2006 foi adquirido pela WebMD.